# Jean-Toussaint Samat
Jean Baptiste Toussaint Paul Samat, né à Marseille le 24 septembre 1891 et mort à Aix-en-Provence le 22 août 1944, est un journaliste et écrivain français, auteur de nombreux romans de littérature populaire.  Il signe certains de ses romans policiers et d'aventures du nom de plume Jean Toussaint-Samat.

## Biographie
Né en 1891 à Marseille dans une vieille famille provençale d'origine arabe, il est le petit-fils de Toussaint Samat, fondateur du journal Le Petit Marseillais.
Il étudie au lycée de Marseille et fait son service militaire en Algérie.  À son retour en France, il entre au Petit Marseillais comme imprimeur, puis compositeur, et enfin journaliste.
Pendant la Première Guerre mondiale, il sert dans l'aviation, c'est pourquoi plusieurs de ses romans contiennent des précisions techniques sur les rudiments du pilotage et les avions.
Chargé de mission en Guyane, puis à Madagascar dans les années 1920, il amorce sa carrière d'écrivain par des contes et par une traduction de chants peaux-rouges, Les Chansons de Michawago (1920).
Son œuvre abondante touche de nombreux genres littéraires : roman régionaliste, roman d'aventures, roman exotique, roman d'espionnage et surtout roman policier.  Dans certains de ses romans, ses plus convaincants, il tend à fondre ces différents genres, notamment dans L'Horrible Mort de Miss Gildchrist (1932) et sa suite Circuit-fermé (1933).
Plusieurs des titres de ses romans policiers incluent le mot mort et ont pour héros récurrent, M. Levert, policier.
Marié à la traductrice Renée Vally-Samat (1894-1984),, Jean-Toussaint Samat est le père de l'écrivaine Maguelonne Toussaint-Samat.

## Œuvre

### Romans

#### Romans policiers
- L'Horrible Mort de Miss Gildchrist, Paris, Librairie des Champs-Élysées, Le Masque no 108, 1932 ; réédition, Paris, Éditions La Bruyère, coll. La Cagoule no 33, 1947
- Le Mort à la fenêtre, Paris, Éditions de France, coll. À ne pas lire la nuit no 19, 1933 ; réédition, Paris, Éditions La Bruyère, coll. La Cagoule no 25, 1946
- Circuit-fermé, Paris, Librairie des Champs-Élysées, Le Masque no 108, 1933
- Le Drame de la piste huit, Paris, Ferenczi, coll. Crime et police no 39, 1934
- Le Mort de la Canebière, Paris, Éditions de France, coll. À ne pas lire la nuit no 40, 1934 ; réédition, Paris, Éditions La Bruyère, coll. La Cagoule no 16, 1946
- Le Mort du vieux chemin, Paris, Éditions de France, coll. À ne pas lire la nuit no 45, 1934 ; réédition, Paris, Éditions La Bruyère, coll. La Cagoule no 21, 1946
- Les Perles sanglantes, Paris, Ferenczi, Crime et police no 68, 1934, signé Jean-Marie Le Coudrier
- Le Mystère du Mas des Rièges, Paris, Baudinière, coll. sur la piste, 1935
- Les Naufragés du pont d'Auteuil, Paris, Ferenczi, coll. Crime et police no 94, 1935, signé Jean-Marie Le Coudrier
- L'Enfant volé, Paris, Ferenczi, Crime et police no 168, 1936
- Le Mort trop tôt, Paris, Baudinière, coll. Sur la piste, 1937
- Le Mage de l'hippodrome, Paris, APD, 1938
- Le Mort du Vendredi Saint, Paris, Éditions de France, coll. À ne pas lire la nuit no 116, 1938 ; réédition, Paris, Éditions La Bruyère, coll. La Cagoule no 22, 1946
- Erreur de caisse, Paris, Éditions LaBruyère, coll. La Cagoule no 35, 1947
- Le Mort et sa fille, Paris, Éditions des Deux Mondes, coll. « La Main rouge » no 1, 1949 (achevé par sa fille Maguelonne Toussaint-Samat)

#### Romans d'espionnage
- Des espionnes nues, Paris, Baudinière, 1934
- L'Espionne au corps de bronze, Paris, Baudinière, 1934
- Déserteurs et Sous-marins, Paris, Baudinière, 1934
- La Douce Vierge de la Merci, Paris, Baudinière, 1934
- Trinidad, simple barque, Paris, Baudinière, 1935
- L'Amiral des vaisseaux morts, Paris, Baudinière, 1935
- Aux frontières d'Éthiopie, Paris, Baudinière, 1936

### Autres ouvrages
- Les Chansons de Michawago, 1920
- « Sangar », taureau, 1922
- « Camard », gardian, Paris, Éditions de France, coll. Le Livre d'aujourd'hui, 1924
- Cartacalha, la grue, 1926. Le film de Léon Mathot, Cartacalha, reine des gitans (1942), est tiré de cet ouvrage[5].
- Mangamasch, la Fille-aux-Yeux-Bleus, 1927
- Razava ou la Jeune-Fille-qui-aimait-jouer-avec-les-hommes-forts. Conte du pays malgache, 1928
- Les Trois ou MacAllan Three, acrobates-à-transformations , 1932
- Les Vaisseaux en flammes, Paris, Hachette, 1933
- Maguelonne du Mas des bœufs, Paris, Loisirs Aventures, 1938
- L'Éléphant de poche, Paris, Loisirs Aventures, 1939

## Prix et distinctions

### Distinctions nationales
- Chevalier de la Légion d'honneur[6],[4].
- Croix de guerre 1914–1918[4].
- Jean-Toussaint Samat est cité au Panthéon dans la section des « Écrivains morts pour la France pendant la guerre 1939-1945 ».

### Prix littéraires
- Prix du roman d'aventures 1932 pour L'Horrible Mort de Miss Gildchrist[2].
- Prix Jules-Verne 1933 pour Les Vaisseaux en flammes.
- Prix de la littérature régionaliste (fondation Lucien Graux) de la Société des gens de lettres en 1937[7].

Le Prix Jean-Toussaint Samat du roman policier de l'Académie de Marseille a été nommé en l'honneur de l'auteur :
- Prix attribué en 2003 à Jean Contrucci pour son roman La Faute de l'abbé Richaud (Éditions Jean-Claude Lattès).
- Prix attribué en 2006 à Sylvie Cohen pour son roman Dernier Combat (Éditions Après la Lune).

## Sources
- Jacques Baudou et Jean-Jacques Schleret, Le Vrai Visage du Masque, vol. 1, Paris, Futuropolis, 1984, 476 p. (OCLC 311506692), p. 382-385.
- Claude Mesplède (dir.), Dictionnaire des littératures policières, vol. 2 : J - Z, Nantes, Joseph K, coll. « Temps noir », 2007, 1086 p. (ISBN 978-2-910-68645-1, OCLC 315873361), p. 884-885.